# Perillus confluens
Perillus confluens är en insektsart som först beskrevs av Herrich-schaeffer 1839.  Perillus confluens ingår i släktet Perillus och familjen bärfisar. Inga underarter finns listade i Catalogue of Life.